# Saga de Desconnexió
Desconnexió és una saga composta per quatre novel·les escrites per l'autor nord-americà Neal Shusterman. Va ser escrita l'any 2007, però a Catalunya es va publicar el 2013. La novel·la narra la història de tres protagonistes anomenats Connor, Risa i Lev. Aquests, tenen unes vides completament diferents, tant com per les seves ideologies com pels seus gustos. L'únic que els uneix és el seu destí. Els tres estan destinats a la desconnexió, però podran canviar-ho?
L'argument se centra entre la constant lluita contra el sistema i la societat. Els protagonistes investigaran i descobriran els secrets que amaga la desconnexió. D'aquesta manera impediran que es produeixi.
Durant els anys, la saga ha anat tenint més popularitat i agradant cada cop més als lectors. Una distòpia que s'ha fet arribar arreu del món, de la qual s'han creat 20.000 còpies en la primera entrega. La saga és de ciència-ficció i aventura i de l'editorial "Barcanova".
El seu autor ha guanyat el National Book Awards el 2015 en la categoria de literatura juvenil, la Califòrnia Young Reader Medal el 2008 i el Boston Globe-Horn Award. A més, ha escrit altres novel·les com la trilogia d'Everlost.
Finalment, aquesta saga acaba amb l'última entrega "Connexió" a finals dels 2015 i publicada al març del 2016 a Espanya.

## Sinopsi
En acabar una Guerra Civil, l'Estat accepta l'Acord de Desconnexió que permet que qualsevol pare pugui avortar els seus fills de manera retroactiva. Es mira des d'un punt de vista tècnic en què els desconnectables no moren. En tot cas, són conscients de tot el procés. La desconnexió és una pràctica constant i socialment acceptada per tots els ciutadans.
En Connor és problemàtic, treu males notes i no fa cas. Els seus pares estan cansats d'ell i el volen desconnectar. En canvi, la Risa és una noia estudiosa, atenta i li agrada tocar el piano. Ella no té pares i viu en una Casa Estatal, però no per molt més temps. L'Estat ha decidit desconnectar-la. Per altra banda, en Lev està destinat a ser desconnectat l'endemà del seu tretzè aniversari, ja que ell és un delme.
Els tres protagonistes intentaran escapar, però ho aconseguiran? Sols podran evitar-ho quan arribin els divuit anys, ja que és l'edat màxima per ser desconnectat.
Les seves vides coincidiran i hauran d'ajudar-se mútuament per sobreviure. Durant aquesta història faran noves amistats o al contrari, tindran enemics. A més, descobriran tot allò que amaga la desconnexió.

## El context
Ens trobem amb un context on després d'una guerra civil anomenada "Guerra Interna" la tecnologia es desenvolupa molt de pressa. L'Estat permet avortar els fills a partir dels tretze fins als divuit. D'aquesta manera, els fills més problemàtics o no estimats pels pares, no són un problema per a la societat.
Aquests són traslladats a una Recol·lectora on tenen l'obligació de preparar els desconnectables per a l'estat dividit. El dia de la desconnexió, els porten cap a la ferralleria on reutilitzen el 99,44% del seu cos. Sempre el subjecte es manté en vida durant el trasplantament. Les parts del cos, són venudes als ciutadans.
En el moment en què una persona és desconnectada, no es considera morta, sinó viva en un estat dividit. Per aquest motiu, hi ha persones amb un òrgan d'un desconnectat que posseeixen records o habilitats d'aquest. Per exemple, trobem un personatge anomenat CyFi que té un tros del cervell d'un desconnectat. CyFi en els somnis veu els seus records i de vegades canvia el seu accent al parlar.

## Conceptes

### Aplaudidors
Són joves terroristes que han introduït en el seu sistema circulatori un component químic indetectable que converteix la sang en una substància explosiva. Reben aquest nom a causa del fet que s'immolen ajuntant les mans en un fort aplaudiment.

### ASP
Era originalment un terme militar que significava "absent sense permís", encara que es fa servir per designar els desconnectables fugats.

### Brigada juvenil
És el terme que es fa servir per designar els agents encarregats de fer complir la llei que treballen per l'Autoritat Nacional Juvenil i són responsables del control dels desconnectables.

### Mastodonts
Es fa servir sovint per designar un soldat o un adolescent musculós que porta cap a seguir la carrera militar.

### Nens de la cigonya
Nens que han sigut no desitjats per una mare. Aquesta, pot "colar la cigonya", és a dir, té l'opció legal de deixar el nen al portal d'una altra casa. El bebè, passa a ser responsabilitat legal de les persones que viuen en ella.

### Delme
Derivat d'un terme que significa "deu per cent", és un nen destinat des del naixement a ser desconnectat, normalment per motius religiosos.

### RAD
Resistència Antidivisió, organització que lluita contra la desconnexió ajudant els desconnectables ASP.

### Cementiri
Santuari per als desconnectables ASP. És un gran cementiri d'avions que hi ha al desert d'Arizona.

### Ciutadania Proactiva
Fundació creada per Jason Rheinschild amb la intencionalitat d'investigar i aprofundir el seu invent que anys després, va fer possible la desconnexió.

### Ferralleria
Terme per designar el quiròfan dins de la Recol·lectora.

### Recol·lectores
Instal·lacions autoritzades per preparar els desconnectables per a l'estat dividit. Totes tenen l'obligació d'oferir una estada positiva als desconnectables.

## Cronologia
En la saga de desconnexió no ens detallen el context i no ens diuen els anys dels fets. Per això, no podem saber quan va succeir, sols ens parlen dels noms de les ciutats com Arizona o Ohio, noms reals.

## Llibres

### Desconnexió
És el primer llibre de la saga. S'hi introdueixen els fets, els protagonistes i la situació o context de la novel·la. Es presenten en Connor, la Risa i en Lev. Els tres, es coneixen casualment en un accident de trànsit. A partir d'aquell moment, viuen uns successos que els porten a conèixer a la Sònia. Aquesta, els cuida durant uns dies i els porta al Cementiri. Un espai on s'hi troben milers d'ASP. Allà coneixen a l'Almirall, el líder. Aquest, pateix un atac de cor i en Connor amb l'ajut dels altres, s'arrisquen a ser desconnectats i el porten cap a l'hospital. Malauradament, els metges que atenen l'Almirall s'assabenten que són desconnectats fugats i truquen a la brigada juvenil. Aquests els porten cap a la Recol·lectora de Happy Jack. Un cop allà dins, s'esperen al dia de la seva desconnexió, fins que aquest moment arriba i en Connor ha de ser desconnectat. De sobte, quan està a punt d'entrar a la clínica, uns aplaudidors, entre ells en Lev, aplaudeixen per fer-se explotar. Tots aprofiten aquesta oportunitat per escapolir-se.
En Connor es desperta i veu que té un braç nou, ja que intentant escapar se'l va trencar. Aquest és del seu enemic Roland que ha sigut desconnectat moments abans. En canvi, la Risa s'aixeca i observa que no es pot moure, ja que la seva columna vertebral ha sigut trencada durant l'atac terrorista. Ella es nega a què li implantin una columna nova d'un desconnectat. Per acabar, en Lev es troba dins d'un centre de detenció federal d'alta seguretat per haver sigut còmplice d'una acció terrorista i convertir-se en aplaudidor.

### Reconnexió
Segon llibre de la saga. Després de l'atac terrorista a la Recol·lectora de Happy Jack, els desconnectats ja no passen desapercebuts. En Connor es responsabilitza del Cementiri, ja que l'Almirall no pot continuar a causa del seu atac de cor. Allà, coneix a l'Starkey, un noi destinat a fer una associació per ajudar aquells que són nens de la cigonya.
La Risa està amb en Connor però la seva relació s'està debilitant, perquè mai tenen temps de veure's per culpa dels seus treballs en el Cementiri. Passen els dies i la Risa es trasllada en una illa on no pot sortir, ja que la Ciutadania Proactiva la té retinguda. Allà coneix en Cam. Ell s'enamora d'ella, però la Risa està enamorada d'en Connor. En Cam, és un personatge fabricat a partir d'altres desconnectats i creat per a dirigir tot un exèrcit.
Per altra banda, s'hi troba en Lev que ha perdut a tots aquells que estimava, en Pare Dan i al seu germà gran. Decideix anar a la casa dels Cavenaugh, on viuen ex delmes rescatats que van ser alliberats abans d'arribar a les Recol·lectores. En aquest lloc, coneix a la Miracolina, que com al principi que en Lev, vol ser desconnectada.
Finalment, a l'últim capítol, en Connor i en Lev busquen informació sobre en Jason Rheinschild, descobrint que ell va ser l'inventor de la tecnologia que va fer possible la desconnexió, el fundador de Ciutadania Proactiva i marit de la Sònia, la dona que els va ajudar i alimentar durant dies.

### Inconnexió
Tercer llibre de la saga, la Risa escapa de l'illa i en Cam acaba amb els plans de la Ciutadania Proactiva per demostrar-li que l'estima.
Per altra banda, en Connor i en Lev tornen a Ohio per parlar amb la Sònia. Descobreixen que el seu marit (va morir) va trobar el mètode per poder trasplantar tot tipus d'òrgans. A més, a més, explica que durant la Guerra Interna, el sistema escolar fracassava i els adolescents salvatges estaven pels carrers. L'Acord de Desconnexió utilitzava la nova tecnologia com a arma contra els adolescents. Tots els de la Ciutadania Proactiva, excepte en Jason van estar d'acord, ja que veien tota una indústria per néixer. En Jason no estava a favor i volia construir una impressora que "imprimís" òrgans i cèl·lules per impedir la desconnexió. Creuen que potser encara es conserva un model de la impressora.

### Connexió
Desenllaç de la saga. En Connor, en Lev i la Sònia troben la impressora d'òrgans, però accidentalment es trenca sense voler. Per arreglar-la necessiten anar a un hospital i agafar unes cèl·lules, ja que aquestes faran funcionar la màquina. Afortunadament, ho aconsegueixen. Proven la impressora i funciona, apareix una orella. A continuació, els protagonistes intentaran explicar al poble què ha passat, per fer desaparèixer la desconnexió. La Risa i en Connor tornen a estar junts.
Finalment, la història acaba amb els tres protagonistes davant d'una plaça manifestant-se.

## Seqüeles

### UnStrung
Explica la història de desconnexió des del punt de vista d'en Lev. Ens parla dels motius per les quals en Lev es va tornar aplaudidor, els seus sentiments, emocions, vivències i com va conèixer en Cy-Fi.

### UnBound
En aquest nou llibre en Connor troba una alternativa perquè acabi la desconnexió. Ara que els tres protagonistes han destruït la Ciutadania Proactiva poden ser lliures. Unbound és una novel·la formada a partir d'històries curtes, entre elles UnStrung.

## Finalització de la saga
La saga va finalitzar l'octubre del 2014 amb l'últim llibre connexió (UnDivided en anglès), però no va ser fins al 2016 que es va publicar a Espanya. Abans d'acabar la seva saga, va escriure dos llibres més curts que els anteriors i paral·lels a la trama. Aquests van ser "UnStrung" que va ser publicat al 12 de juny del 2012 i "UnBound" acabat al Desembre 15 del 2015.
A més, a més, hi ha la pel·lícula. Els productors de Constantin Films i Carmody Production el 2015 van començar a fer els càstigs amb el director Roger Avery. Ell mateix i la seva filla Gala Avery han escrit el guió. El tràiler de la pel·lícula va ser mostrat a Toronto al "International Film Festival" i a "American Film Market". Sabem que els tres protagonistes són interpretats per Ian Nelson (Connor), Kiernan Shipka (Risa) i Percy Hynes White (Lev).

## Personatges

### Connor
Adolescent de setze anys, problemàtic. Descobreix que els seus pares han firmat l'ordre de desconnexió, però decideix escapar-se, abans que la brigada juvenil es presenti a casa seva. Malauradament, ha sigut localitzat i el venen a buscar, però gràcies a un accident al mig de l'autopista aconsegueix escapolir-se de nou. Aquest cop, no es troba sol, està acompanyat d'en Lev i la Risa. A partir d'aquest moment, en Connor es converteix en una llegenda i s'ha de responsabilitzar del Cementiri. Va madurant durant la saga i se sacrifica pels seus amics i per la causa.

### Risa
Noia de quinze anys que va ser abandonada pels seus pares quan era petita. Va ser criada per la Casa Estatal i allà li van ensenyar a tocar el piano. Tota la seva vida, s'havia preparat per fer una prova de piano que determinaria el seu futur, però falla en unes quantes notes. Per això, l'Estat decideix firmar l'ordre de desconnexió. Han de fer retalls i desconnectar aquells que són prescindibles. El dia que ha de marxar de la Casa Estatal, el bus que la porta cap a la Recol·lectora, es veu implicat en un accident provocat per en Connor. La Risa, aprofita aquest moment per escapar i el destí d'ambdós joves s'uneix i s'enamoraran. La protagonista durant la saga ha de prendre decisions que podrien canviar el seu món, però també els qui li envolten.

### Lev
Delme de tretze anys que és fill d'una família religiosa amb deu fills. Els seus pares han decidit lliurar-ne un a Déu com a ofrena, per la qual cosa serà desconnectat, però per a ell és tot un honor. Gràcies en Connor i la Risa, en Lev s'assabenta del que realment és la desconnexió i comença a lluitar per la causa. Durant el seu viatge coneix en CyFi, es trasllada cap al Cementiri i es converteix en aplaudidor, però sobreviu, ja que no és capaç d'aplaudir. A més, crea una associació per ajudar aquells delmes que creuen que ser desconnectats és tot un honor i entre aquells dies, coneix a la Miracolina, una noia molt especial per a ell.

## Crítiques
- «Un llibre rodó, que conté alguna de les escenes més brillants i impactants que hem llegit en la literatura juvenil." El Templo de las Mil Puertas[17]
- "Esta narrat de tal manera que és molt fàcil entendre-ho. els personatges et van guiant per cada un dels moments de la història. De veritat, t'enganxa. Els protagonistes són genials y tot y que està escrit en tercera persona, aconsegueixes endinsar-te en els pensaments de la Rsia, en Connor y en Lev." Javier Ruescas[18]
- "Hi ha un passatge en què un personatge explica el seu estat emocional al lector impacient". New York Times[19]
- "Aquest llibre fa que qualsevol lector vulgui seure a llegir-lo."[20]
- "Thriller captivador ambientat en el futur, concebut per una imaginació brillant. Publisher Weekly[21]